# Protochondracanthus trilobatus
Protochondracanthus trilobatus is een eenoogkreeftjessoort uit de familie van de Chondracanthidae. De wetenschappelijke naam van de soort is voor het eerst geldig gepubliceerd in 1964 door Pillai.